# Songkran

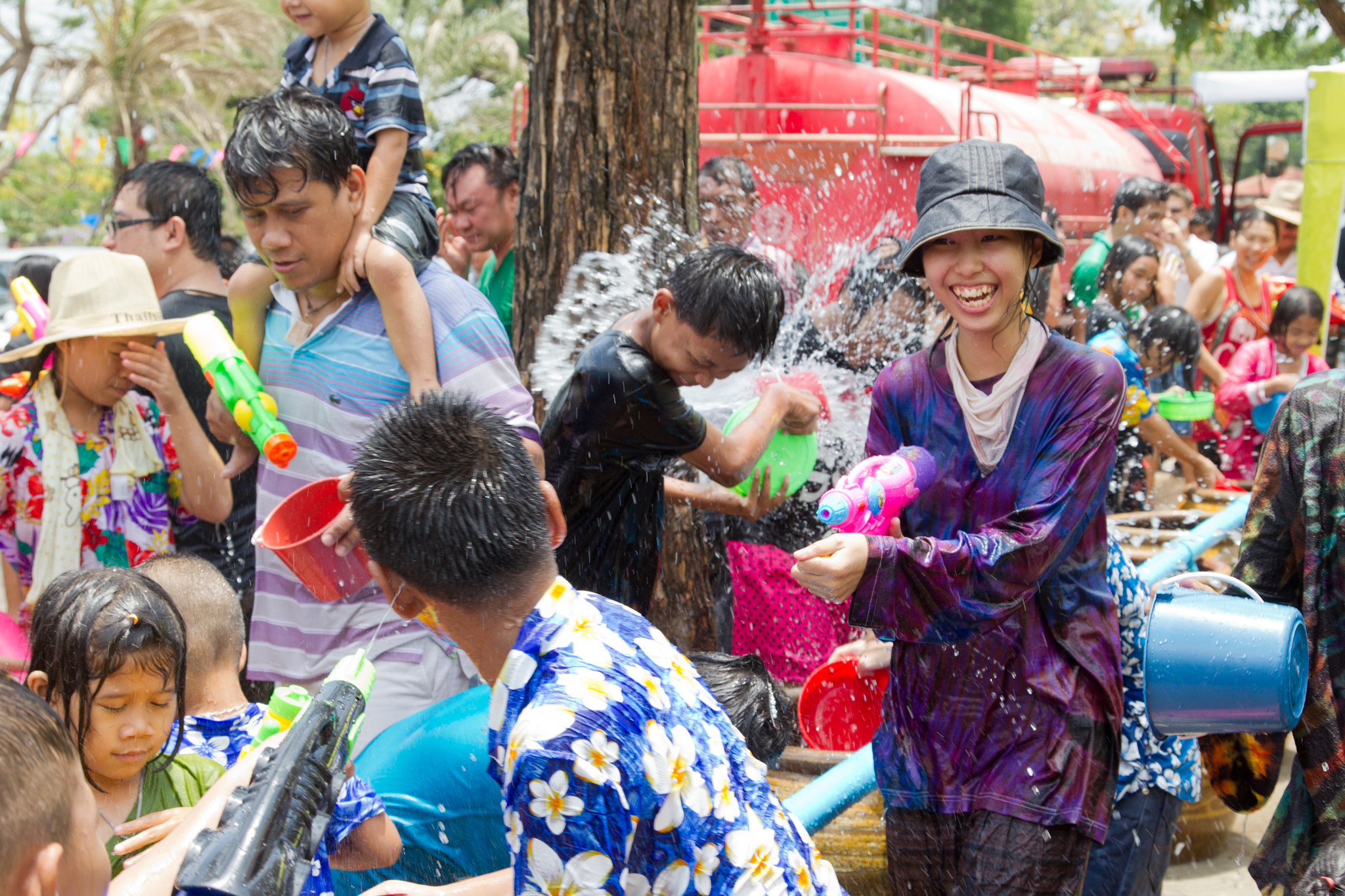
Songkran (Thajsko)

Songkran (sanskrt: meṣa saṅkrānti) označuje období, ve kterém Slunce prochází konstelací Berana (13.–15. dubna).
V zemích jihovýchodní Asie (např. Thajsko, Myanmar, Laos, Kambodža) Songkran znamená příchod Nového roku. Spadá do období po sklizni rýže.

## Thajsko
Lidé se vrací domů, rodiny tráví čas společně, navštěvují se příbuzní, vyjadřuje se úcta ke starším a k předkům, časté jsou též návštěvy chrámů. Nejznámější součástí oslav je bujaré veselí v ulicích, při kterém se lidé vzájemně polévají vodou. Voda má očišťující funkci a smývá vše špatné za starého roku.